# تكلفة الوحدة
تكلفة الوحدة (بالإنجليزية: Unit cost)‏ هي السعر الذي تتكبده الشركة لإنتاج وتخزين وبيع وحدة واحدة من منتج معين. تشمل التكاليف كل المصاريف الثابتة والمتغيرة التي ينطوي عليها الإنتاج. وحدة التكلفة هي شكل من أشكال قياس حجم الإنتاج أو الخدمة.

## وحدة التكلفة مقابل تكلفة الوحدة
وحدة التكلفة هي الوحدة القياسية لشراء الحد الأدنى من أي منتج. تكلفة الوحدة هي أقل تكلفة لشراء أي وحدة قياسية